# Johann Nepomuk Berger (schackspelare)
Johann Nepomuk Berger, född 11 april 1845 i Graz, död 17 oktober 1933, var en österrikisk schackspelare.
Han var från 1876 lärare i handelsvetenskaper vid handelsakademin där, var särskilt framstående i problemfacket och vann första priset vid många schacktävlingar. Bland hans arbeten må nämnas Das Schackproblem (1884), Theorie und Praxis der Endspiele (1890), en frukt av förvånansvärd flit, Katechismus des Schachspiels (1891) och två årgångar Schachjahrbuch (1893 och 1899).

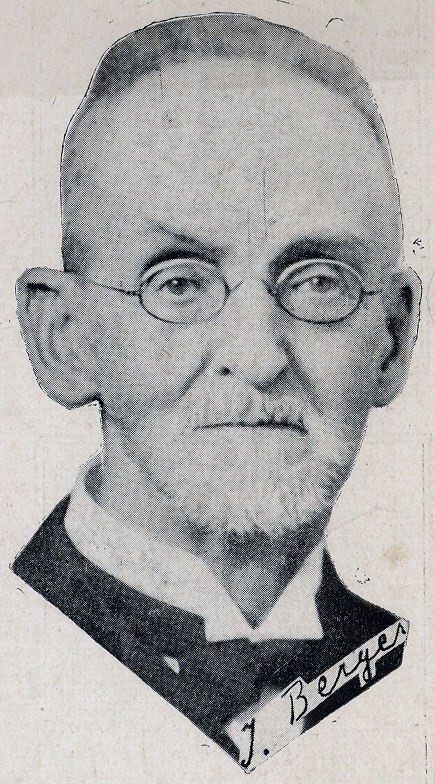
Johann Berger.